# دالة زيتا لديدكايند
دالة زيتا لديدكايند: وسميت هذه الدالة هكذا نسبة إلي عالم الرياضيات الألماني «ريتشارد ديدكايند».

## التعريف والخصائص الأساسية
{\displaystyle \zeta _{K}(s)=\sum _{I\subseteq {\mathcal {O}}_{K}}{\frac {1}{(N_{K/\mathbf {Q} }(I))^{s}}}}